# نیل پری
نیل پری (انگلیسی: Neil Parry؛ زادهٔ ۸ نوامبر ۱۹۸۵) بازیکن فوتبال اهل بریتانیا است.